# Tesorero General de la Nación (Guatemala)
El Tesorero General de la Nación o Tesorero Nacional es la autoridad superior de la Tesorería Nacional, la cual es una dependencia del Ministerio de Finanzas Públicas. Es el encargado también de la administración de la misma dependencia, así como el responsable a programación y reprogramación periódica de la ejecución financiera del Presupuesto General de  Ingresos y Egresos del Estado (al encontrarse al frente de dicho órgano). Dicho funcionario rinde cuentas ante el ministro de Finanzas Públicas, quien lo nombra y remueve.

## Enlace exterior
http://www.minfin.gob.gt/organigrama_minfin/149-catdespacho/dependencias/1201-dependenciatesorerianacional.html
- Datos: Q6143464